# Bukovînka, Muncaci
Bukovînka (în ucraineană Буковинка) este un sat în comuna Verhnii Koropeț din raionul Muncaci, regiunea Transcarpatia, Ucraina.

## Demografie
Componența lingvistică a localității Bukovînka
     Ucraineană (98,25%)
     Alte limbi (1,55%)
Conform recensământului din 2001, majoritatea populației localității Bukovînka era vorbitoare de ucraineană (98,25%), existând în minoritate și vorbitori de alte limbi.